# ニセものバズがやって来た
『ニセものバズがやって来た』（Toy Story Toons: Small Fry）は2011年にピクサーが制作したトイ・ストーリーシリーズの短編映画である。
アメリカ合衆国では『ザ・マペッツ』と同時上映され、日本では2012年に『メリダとおそろしの森』と同時上映された。

## 概要
『トイ・ストーリー3』の全米公開から数週間後、本作の製作が決定した。
また、DVDやブルーレイで販売されたり、日本のディズニー公式動画サイト、公式YouTubeチャンネルに日本語吹替え版がアップロードされている。
「ファーストフードのおまけ」のおもちゃ達の悲喜こもごもにスポットライトを当てた短編である。

## ストーリー
バズ・ライトイヤー（以下「本物のバズ」と表記、ティム・アレン/所ジョージ）とレックス（ウォーレス・ショーン/三ツ矢雄二）はボニー（エミリー・ハーン/諸星すみれ）とファーストフード店に行ったが、ボールプールで遊んでいると、本物のバズが展示用のおまけのミニ・バズ・ライトイヤー（以下「ニセものバズ」と表記、テディ・ニュートン/小森創介）と入れ替わってしまい、ボニーのママ（ロリ・アラン/堀越真己）が本物のバズを置いていってしまう。
一方、残された本物のバズは通気口から脱出を試みるが、捨てられたおもちゃたちの集会に巻き込まれてしまう。
その頃、家に着いたニセものバズはボニーに遊ばれる時間を待ちわびていた。すると、ウッディ（トム・ハンクス/唐沢寿明）やジェシー（ジョーン・キューザック/日下由美）らボニーのおもちゃ達にニセものだとバレてしまい、捕まってしまう。
その頃、本物のバズはおもちゃたちの遊ばれるシミュレーションに付き合わされていたが、おもちゃたちとの話し合いの中で脱出する糸口を見つけ…

## 登場キャラクター

### おもちゃ

#### チキンパレスのおまけ
ミニ・バズ・ライトイヤー／ニセものバズ (Mini Buzz Lityear/Mini Buzz)
チキン・パレスのおまけのバズ。
見本としてケースに展示されていたが、子供に遊ばれることを夢見ており、本物のバズに成りすましてボニーの家にやって来た。
ネプチューナ (Queen Neptuna)
かつてチキン・パレスのおまけのおもちゃだった人魚のおもちゃ。
「捨てられたお子様セットのおもちゃ支援グループ」のリーダーであり、以前に遊ばれていた子供に置いてけぼりにされた過去を持つ。
ミニ・ザーグ (Mini Zurg)
チキン・パレスのおまけのザーグ。
彼も見本としてケースに展示されていた。ニセものバズの行動にあきれている。もう一つのおまけのバックルと仲が良い。

## キャスト（声の出演）
| 役名                                      | 原語版声優                 | 日本語吹替   |
| ----------------------------------------- | -------------------------- | ------------ |
| バズ・ライトイヤー                        | ティム・アレン             | 所ジョージ   |
| ミニ・バズ・ライトイヤー （ニセものバズ） | テディ・ニュートン         | 小森創介     |
| ネプチューナ                              | ジェーン・リンチ           | 土井美加     |
| DJ・ブルージェイ                          | ブレット・パーカー         | 土井美加     |
| ウッディ                                  | トム・ハンクス             | 唐沢寿明     |
| ジェシー                                  | ジョーン・キューザック     | 日下由美     |
| ミスター・ポテトヘッド                    | ドン・リックルズ           | セリフなし   |
| ミセス・ポテトヘッド                      | エステル・ハリス           | 松金よね子   |
| ハム                                      | ジョン・ラッツェンバーガー | 大塚周夫     |
| レックス                                  | ウォーレス・ショーン       | 三ツ矢雄二   |
| ミスター・プリックルパンツ                | ティモシー・ダルトン       | 落合弘治     |
| スーパー海賊                              | アンガス・マクレーン       | 落合弘治     |
| ファンキー・モンク                        | アンガス・マクレーン       | 落合弘治     |
| ミニ・ザーグ （ニセものザーグ）           | ジェス・ハーネル           | 飯島肇       |
| フックのゲーリー                          | アンガス・マクレーン       | 飯島肇       |
| Tボーン                                   | アンガス・マクレーン       | 根本泰彦     |
| ヴァンパイア特急                          | アンガス・マクレーン       | 藤原堅一     |
| トカゲ魔法使い                            | ジョシュ・クーリー         | 後藤哲夫     |
| 店員                                      | ジョシュ・クーリー         | 粟野志門     |
| コアラ・コプター                          | カルロス・アラズラキ       | IKKAN        |
| ピザ・ボット                              | ジェイソン・トポリスキ     | IKKAN        |
| ゴースト・バーガー                        | ジェイソン・トポリスキ     | IKKAN        |
| テクォン・ドー                            | ロリ・アラン               | きっかわ佳代 |
| ボニーのママ                              | ロリ・アラン               | 堀越真己     |
| ナーバス・システム                        | キット・ヒラサキ           | 川本克彦     |
| ロクシー・ボクシー                        | エミリー･フォーベス        | 石田嘉代     |
| リサイクル･ベン                           | ピーター･ソーン            | 武田幸史     |
| フランクリン                              | ジム・ワード               | 多田野曜平   |
| コンドルマン                              | ボブ・バーゲン             | 多田野曜平   |
| ボニー                                    | エミリー・ハーン           | 諸星すみれ   |